# 오버워치 (디지털 만화)
오버워치는 미국 디지털 코믹 시리즈로, 블리자드 엔터테인먼트에서 온라인으로 출판되었으며, 다크 호스 코믹스 디지털 서비스에서 재출판되었다. 이 시리즈는 주로 오버워치의 캐릭터들을 둘러싼 이야기를 담고 있다. 오버워치는 2016년 4월 21일 처음으로 공개되었고, 예정된 계획 없이 지속적으로 출판되었다. 블리자드는 애니메이션 미디어, 가공의 뉴스, 그리고 온라인 캐릭터 전기와 함께 코믹 시리즈를 오버워치의 이야기를 발전시키는데 사용했다. 오버워치 게임 자체에는 전통적인 이야기 모드나 캠페인 모드가 없다.

## 개발
블리자드는 오버워치에 캠페인 모드나 이야기 모드를 넣지 않았다. 대신에 블리자드는 애니메이션 미디어를 비롯한 트랜스미디어 스토리텔링을 통한 오버워치 유니버스의 이야기와 구전 설화를 개발시키기로 선택했다.
스토리텔링에 대한 접근으로, 마이클 추는 "이것은 우리가 만들고 있던 게임의 종류에서 나온 해결책이었습니다. 멀티플레이어 슈터는 명백하게 순차적인 이야기가 없었기 때문이죠. 우리는 다른 것을 생각해야 했고, 우리는 중요한 오버워치 유니버스를 만들고 싶어한다는 것을 처음부터 알았습니다."라고 말했다. 추는 블리자드가 어떻게 어떤 스토리가 만화 형태로 전해질 지를 결정하는 것에 대해 구체적으로 말했다. 그는 "우리가 이야기에 접근할 때마다, 그것은 스킨과도 같아서 이야기에 대한 아이디어의 밀린 것이 있고, 우리가 탐험하고자 하는 것을 건져 올립니다. 우리는 우리가 느꼈을 때 어떤 것이 가장 흥미로울 지 또는 어떤 것이 현재에서 가장 이치에 맞을 지를 결정합니다. 우리가 만화를 만드는 것처럼, 만화들은 특정 이야기 종류를 말하는데 유리하죠."라고 말하며, "우리는 정말로 우리가 말하고 싶어하는 종류의 이야기, 우리가 말하고자 할 이야기, 그 전체와 이것을 하는데 가장 좋은 방식을 생각해봅시다에 대해 결정합니다."라고 말했다."

## 출판 역사
블리자드는 2016년 5월 24일 게임이 발매되기 이전 "오버워치: 첫 공습"이라는 제목이 붙은 그래픽 노블과 6개의 디지털 만화를 발표한다고 선언했다. 첫 기습은 이후 2016년 11월 디지털로, 2017년 4월에 책으로 발매되기로 했다. 2016년 4월 21일 카우보이 캐릭터인 맥크리에 관한 "무임승차"가 블리자드가 공개한 첫 오버워치 제목의 만화가 되었다. 이후의 만화들을 비롯한 이 만화는 초기에는 출판되었으나, 이후 오버워치 사이트에서 무료로 다운로드받아 이용할 수 있게 되었다.
만화 시리즈는 다크 호스 코믹스와의 협력으로 출판된다. 다크 호스 코믹스는 그들만의 디지털 만화 서비스를 통해 오버워치 시리즈를 재출판하고 있다. 만화의 애니메이션 버전 또한 생산되어, 블리자드의 자체 서비스에서 공개된 직후 메이드파이어 스튜디오에서도 공개되었다. 메이드파이어 스튜디오의 애니메이션 버전은 배틀넷에서 시청이 가능하다.
블리자드는 초기에 6개의 만화가 나올 것이라 선언했지만,  2016년년 7월, 아나의 이야기를 담은 "유산"을 출판했다. 아나는 게임이 발매된 이후 추가된 첫 캐릭터였다. 그 달 말, 블리자드와 다크 호스 코믹스는 다크 호스 코믹스가 오버워치 유니버스를 중심으로 한 예정된 만화들과 "첫 기습"의 그래픽 노블과 아트북을 출판하기로 한 거래를 선언했다. 블리자드는 이후 휴일 테마의 만화인 "정켄슈타인"과 "성찰"을 각각 2016년 10월과 2016년 12월에 발매했다. "성찰"에서 트레이서는 레즈비언인 것으로 밝혀졌으며, 그녀는 이를 통해 공식적으로 오버워치의 첫 LGBT 캐릭터가 되었다. 결과적으로, "성찰" 호는 동성애 선전 금지법에 따라 러시아에서는 이용할 수 없었다.
2016년 11월 18일, 블리자드는 "첫 기습" 그래픽 노블의 발매를 중단하겠다고 선언했다. 중단 선언에서 마이클 추는 "그래픽 노블에 대한 원래 아이디어는 게임 개발 초기로 거슬로 올라가며 옴닉 위기 동안의 오버워치 창립에 대한 이야기를 전하려는 우리의 열망으로부터 왔다."고 구체적으로 말했다. 추는, "첫 기습의 개념이 있던 때로부터, 우리는 유니버스에 대한 수많은 발전과 그 이야기를 이룩했다. 핵심적인 이야기가 여전히 남아있지만 우리는 우리가 오버워치의 첫날 동안 벌어진 사건들을 어떻게 볼 지에 대해 변화하고 확장할 것이다"라고 덧붙였다. 미키 닐슨과 루도 룰라비는 그래픽 노블 작가와 아티스트에서 해고 되었다.
오버워치 디지털 코믹스 12호의 모음집인 "오버워치:문집 1권"이 2017년 10월 10일 공개되었다. "성찰" 호를 담지 않은 러시아 판이 2달 후에 발매되었다.

## 호
| #   | 제목            | 주인공                                                                      | 출판일           | ASIN       | 각주   |
| --- | --------------- | --------------------------------------------------------------------------- | ---------------- | ---------- | ------ |
| 1권 |                 |                                                                             |                  |            |        |
| 1   | 무임승차        | 맥크리                                                                      | 2016년 4월 21일  | B01EXUFAKW | [ 19 ] |
| 2   | 드래곤 슬레이어 | 라인하르트, 브리기테                                                        | 2016년 4월 28일  | B01EZ2S0PU | [ 20 ] |
| 3   | 합법적인 일     | 정크랫, 로드호그                                                            | 2016년 5월 5일   | B01GGOEM6G | [ 21 ] |
| 4   | 더 나은 세계    | 시메트라                                                                    | 2016년 5월 13일  | B01GGOEMM0 | [ 22 ] |
| 5   | 임무 강령       | 파라                                                                        | 2016년 5월 20일  | B01GGOEN3I | [ 23 ] |
| 6   | 파괴자          | 토르비욘                                                                    | 2016년 5월 24일  | B01GGOENQU | [ 25 ] |
| 7   | 유산            | 아나, 위도우메이커                                                          | 2016년 7월 14일  | B01IO5REE2 | [ 26 ] |
| 8   | 노병들          | 아나, 리퍼, 솔저:76                                                         | 2016년 7월 21일  | B01IUBQM0C | [ 27 ] |
| 9   | 정켄슈타인      | 정크랫, 라인하르트, 아나, 리퍼, 솔저:76, 토르비욘, 맥크리                   | 2016년 10월 11일 | B01M622PNA | [ 28 ] |
| 10  | 성찰            | 트레이서 윈스턴                                                             | 2016년 12월 20일 | B01NBWIP0B | [ 29 ] |
| 11  | 바이너리        | 바스티온, 토르비욘                                                          | 2017년 3월 8일   | B076JPL1VJ | [ 30 ] |
| 12  | 옴닉의 반란     | 트레이서, 라인하르트, 토르비욘, 안나, 리퍼, 솔저:76, 맥크리, 윈스턴, 메르시 | 2017년 4월 5일   | B072MLWN4Q | [ 31 ] |
| 2권 |                 |                                                                             |                  |            |        |
| 13  | 가면            | 둠피스트, 리퍼, 솜브라, 위도우메이커                                        | 2017년 7월 19일  | B076JFN1JR | [ 32 ] |
| 14  | 황무지          | 정크랫, 로드호그                                                            | 2017년 9월 6일   | B076JKQKP9 | [ 33 ] |
| 15  | 탐색            | 자리야, 솜브라                                                              | 2017년 9월 27일  | B076JFPH7C | [ 34 ] |
| 16  | 응징의 날       | 리퍼, 솔저:76, 맥크리, 겐지, 모이라                                         | 2018년 4월 4일   | B07C49HY4W | [ 35 ] |

## 주해
1. ↑  출판일 정보는 PlayOverwatch.com.의 디지털 출판일로부터 제공받았다.
2. ↑  공식 PlayOverwatch.com 블로그 게시물 파괴자가 2016년 5월 26일에 발표되었지만,[24] 블리자드는 5월 24일에 만화를 출판했다.[25]